# Bősárkány
Bősárkány é uma vila da Hungria, situada no condado de Győr-Moson-Sopron. Tem 23,32 km² de área e sua população em 2019 foi estimada em 2.046 habitantes.